# Dangerous (brano musicale Michael Jackson)
Dangerous è una canzone del cantante statunitense Michael Jackson scritta da Jackson stesso, Bill Bottrell e Teddy Riley e inserita nell'omonimo album del 1991 come quattordicesima e ultima traccia.
Era previsto come decimo e ultimo singolo estratto dall'album omonimo, ma alla fine la sua uscita venne cancellata all'insorgere di alcuni guai giudiziari per alcune accuse infamanti volte contro Jackson.
Dopo la morte di Michael Jackson, il brano è entrato nelle classifiche musicali dei brani più scaricati del 2009.
Dangerous è inoltre inclusa in numerose raccolte del cantante, come The Essential Michael Jackson, alcune versioni della raccolta King of Pop e nella raccolta di pezzi in tema Halloween, Scream ed è inoltre inclusa nella raccolta di videoclip Dangerous: The Short Films accompagnata da un montaggio di immagini del Dangerous World Tour.

## Il brano

### Informazioni
La canzone fu scritta e composta da Michael Jackson, dal produttore musicale Bill Bottrell e dal produttore e ideatore del New jack swing, Teddy Riley. Il testo riprende il tema e lo stile "noir" tanto amato da Jackson, in particolare lo stereotipo della femme fatale, che qui prende le sembianze di una donna definita "pericolosa", diventato una consuetudine per i testi di Jackson sin dalla canzone Heartbreak Hotel scritta per l'album Triumph dei Jacksons del 1980, stile che aveva ripreso poi con Billie Jean nell'album Thriller del 1982, in Dirty Diana e Smooth Criminal, e nei rispettivi videoclip, contenute nell'album Bad del 1987, e negli anni successivi anche nelle canzoni Blood on the Dance Floor del 1997 e Heartbreaker del 2001.
Riley ha raccontato che Dangerous «parlava di una donna che era al di là della migliore ragazza con cui lui fosse mai stato» e ha aggiunto: «era il nome dell'album, quindi abbiamo pensato di fare una canzone intitolata Dangerous e Michael ha tirato fuori il gancio, io ho realizzato la musica e poi abbiamo finalizzato la canzone. Abbiamo usato una drum machine, l'Akai MPC-60, e molti dei suoni li abbiamo presi da quella e da dei campionamenti che avevo sui miei CD di samples».
Il brano contiene una citazione dal film Spettacolo di varietà (1953) diretto da Vincente Minnelli ed interpretato da Fred Astaire, già utilizzato da Jackson come fonte di ispirazione per il video di Smooth Criminal (e in futuro anche di You Rock My World), quando Jackson usa nel testo di Dangerous due battute di Astaire dal segmento del film chiamato "The Girl Hunt Ballet" ovvero le frasi «she came at me in sections» e «she was bad, she was dangerous».
La canzone contiene anche delle citazioni bibliche come il passaggio tratto dal Libro dei Proverbi 5:3-4:
che Jackson reinterpreta così nella canzone:
She touched me,
For the lips of a strange woman drop as a honeycomb,
And her mouth was smoother than oil,
But her inner spirit and words were as sharp as a two-edged sword,
But I loved it,
'Cause it's dangerous»
Mi ha toccato,
Perché le labbra di una strana donna gocciolano come un favo,
E la sua bocca era più liscia dell'olio,
Ma il suo spirito interiore e le sue parole erano taglienti come una spada a doppio taglio,
Ma l'ho adorato,
Perché è pericoloso»
(Michael Jackson, Dangerous)

### Mancata pubblicazione del singolo
Nella seconda metà del 1993, la canzone doveva essere estratta come decimo e ultimo singolo ufficiale dall'album Dangerous, ma, prima che ciò potesse accadere, Jackson ricevette alcune accuse di presunte molestie da parte di un ragazzino di nome Jordan Chandler, figlio di Evan Chandler. Chandler formalizzò queste accuse appellandosi alla corte di Los Angeles per sporgere denuncia contro il cantante in sede civile, a scopo di ricevere un risarcimento danni di svariati milioni di dollari (secondo alcuni tabloid dai 18 ai 20 milioni) e, una volta raggiunto il suo scopo senza arrivare a processo, la denuncia venne ritirata.
Malgrado ciò, su Jackson iniziò un vero e proprio linciaggio mediatico e, pertanto, l'uscita del singolo fu cancellata ed il Dangerous World Tour, per il quale erano state previste ulteriori date, fu sospeso con poco più della metà di concerti eseguiti. Secondo alcuni osservatori, se il tour fosse stato completato e il decimo singolo fosse uscito, l'album Dangerous avrebbe sicuramente incrementato le vendite di svariati milioni di copie entrando nella top 10 degli album più venduti di sempre, nonostante sia diventato per due anni consecutivi l'album più venduto al mondo, nel 1992 e nel 1993, e uno degli album più venduti a livello globale nella storia della musica, aggirandosi intorno alla trentesima posizione.

### Videoclip contenuto nella raccoltaDangerous: The Short Films
A causa della cancellazione del singolo, il brano Dangerous non dispone di un video ufficiale vero e proprio. Tuttavia nella raccolta Dangerous: The Short Films pubblicata alla fine del 1993, il videoclip del brano si compone di alcuni filmati di backstage del Dangerous World Tour. Nell'immaginario collettivo però al brano si associa più che altro il video di una delle numerose esibizioni live del pezzo, piuttosto che la versione inclusa nella raccolta.

## Esibizioni dal vivo
Sebbene il brano Dangerous non sia mai uscito come singolo, questo è stato eseguito da Jackson in svariate occasioni. In base alle sue esibizioni e a come vengono eseguite, si possono distinguere cinque versioni live diverse di questo brano. Per l'esibizione, Jackson indossava giacca, cravatta e pantaloni neri e una camicia bianca ad eccezione dei concerti Michael Jackson & Friends, e degli show American Bandstand 50th anniversary e A Night at the Apollo, dove indossò una camicia rossa.
| Versione    | Descrizione |
| ----------- | --- |
| 1° versione | La prima versione live del brano è stata eseguita nel gennaio 1993 agli American Music Award e durante la seconda parte del Dangerous World Tour dello stesso anno. In questa versione vengono eseguite tutte le strofe tranne il primo ritornello. L'inizio della performance, con Jackson che fa la sua entrata in scena su sfondo rosso da dietro un ballerino e circondato dai ballerini che stramazzano a terra, è tratto da un'esibizione di Judy Garland del brano Get Happy. Solo in questa versione, a circa metà della performance, appare proiettata sullo sfondo (nel tour invece su di un telone) la sagoma di una ballerina. |
| 2° versione | La seconda versione è probabilmente la più conosciuta, poiché è quella che Jackson ha eseguito più spesso (dal 1995 al 1997): il brano è stato eseguito in questa versione da Jackson per la prima volta agli MTV Video Music Awards 1995 nel settembre 1995 e lo stesso anno anche ai 25th Soul Train Music Awards, nel programma TV tedesco Wetten Dass...? e durante tutte le tappe dell'History World Tour del 1996/'97 (tranne i concerti a Manila e a Tokyo). Questa versione non contiene la seconda strofa, il bridge e il terzo intermezzo. L'inizio di questa versione live del brano, come la precedente, è tratto da un'esibizione di Judy Garland del brano Get Happy. La versione contiene alcuni frammenti dei brani Owner of a Lonely Heart degli Yes, Smooth Criminal dello stesso Jackson, You Want This e Let's Dance di Janet Jackson, un'introduzione di chitarra tratta dal brano A Wiew To Kill dei Duran Duran e alcuni frammenti delle colonne sonore dei film di James Bond e contiene inoltre un intermezzo tratto dal tema portante della colonna sonora di Ennio Morricone del film Il buono, il brutto, il cattivo. |
| 3° versione | La terza versione è stata creata da Jackson, LaVelle Smith Jr. e Travis Payne inizialmente per due concerti intitolati One Night Only che Jackson avrebbe dovuto tenere a New York nel dicembre del 1995, ma che vennero cancellati a causa di un malore del cantante. Tale versione si sarebbe ispirata al film Arancia meccanica di Stanley Kubrick. Venne infine eseguita, con qualche piccolo cambiamento, per la prima volta nel giugno 1999 durante le due tappe, a Seul e a Monaco di Baviera, dei concerti benefici Michael Jackson & Friends. La versione è simile alla seconda, con la differenza di avere, all'inizio del brano, delle parti cantate a cappella accompagnate solo da degli effetti sonori simili a dei click, alcuni nuovi suoni e passi e una breve parentesi in cui i ballerini dicono delle frasi e uno di loro (LaVelle Smith Jr.) viene abbattuto da un finto colpo in faccia di Jackson. Da questa versione in poi il pezzo si aprirà sempre con l'apparizione di un'avvenente ragazza vestita in nero, con degli spuntoni neri e dei tacchi a spillo.                                                           |
| 4° versione | La quarta versione è stata eseguita nell'aprile del 2002 durante le trasmissioni live degli show American Bandstand 50th anniversary e A Night at the Apollo. È simile alla terza versione, con l'inizio con la ragazza, in questo caso la ballerina e modella Lori Werner, la camicia rossa di Jackson e alcuni suoni, ma si differenzia per la parte centrale e finale che riprendono invece la seconda versione. |
| 5° versione | La quinta versione non è stata mai eseguita da Jackson davanti ad un pubblico, ma solo durante le prove dei concerti This Is It tra l'aprile e il giugno 2009, concerti in seguito cancellati dopo la scomparsa del cantante. Alcuni snippet di questa versione sono iniziati a trapelare online nel 2010. Quest'ultima versione è simile in parte alla terza, ma contiene alcuni frammenti dei brani di Jackson Morphine, 2000 Watts, Heartbreak Hotel e Stranger in Moscow, oltre che un frammento della colonna sonora del film Psycho. Come mostrano alcuni spezzoni delle rare immagini delle prove, questa versione dal vivo sarebbe stata caratterizzata dal colore verde sia nelle luci e negli effetti ottici sullo schermo gigante che negli eventuali abiti di scena finali di Jackson e dei suoi ballerini. Nel 2011, durante il Carnival Dance Showcase, i ballerini di Jackson hanno eseguito il brano nel modo più vicino possibile al quale avrebbe dovuto essere eseguito se i concerti del This Is It avessero avuto luogo. |

## Classifiche
| Classifica (2009) | Posizione massima |
| ----------------- | ----------------- |
| Svizzera          | 78                |
| Germania          | 99                |